# Roaring Forties Trophy
Die Roaring Forties Trophy ist eine Segeltrophäe, die während des „Whitbread Round the World Race“, den Nachfolgeregatten „Volvo Ocean Race“ bzw. dem heutigen „The Ocean Race“ vergeben wird.
Die Trophäe wurde 1973 von der Royal Naval Sailing Association für das Boot, das die schnellste Zeit bei der Überquerung des Südpolarmeeres von Kapstadt nach Kap Hoorn erzielte, in Auftrag gegeben. Als erstem Segler wurde sie 1974 Ramon Carlin überreicht, dem Skipper des Siegerbootes des Whitbread Round the World Race 1973/74, Sayula II.
Die Trophäe ist für die Skipper die vielleicht interessanteste des Rennens. Sie ist aus einer Reihe ovaler Silberformen geschmiedet und sieht aus wie ein zerbrochener Holm aus den Anfängen des Whitbread Round the World Race und zeigt einen Albatros, dem Symbol des Südpolarmeeres, der über einem stürmischen Meer fliegt.

## Gewinner der Roaring Forties Trophy
- 1973/74 – Sayula II, Skipper Ramón Carlin
- 1977/78 – Flyer, Skipper Cornelis van Rietschoten
- 1981/82 – Ceramco New Zealand, Skipper Peter Blake
- 1985/86 – Philips Innovator, Skipper Dirk Nauta
- 1989/90 – Steinlager 2, Skipper Peter Blake
- 1993/94 – Intrum Justitia, Skipper Lawrie Smith
- 1997/98 – EF Language, Skipper Paul Cayard
- 2001/02 – Illbruck, Skipper John Kostecki
- 2005/06 – ABN Amro One, Skipper Mike Sanderson
- 2008/09 – Ericsson 4, Skipper Torben Grael
- 2011/12 – Groupama Sailing Team, Skipper Franck Cammas
- 2014/15 – Abu Dhabi Ocean Racing Team, Skipper Ian Walker
- 2017/18 – Dongfeng Racing Team, Skipper Charles Caudrelier
- 2022/23 – Team Malizia, Skipper Boris Herrmann

## Quelle
- https://www.theoceanrace.com/en/news/13762_Team-Malizia-add-their-names-to-a-list-of-legends-on-the-Roaring-Forties-Trophy
- Video, ab 10:20 die Roaring Forties Trophy